# Leandro Delgado Plenkovich
Leandro Javier Delgado Plenkovich (Puerto Montt, Chile, 1982) es un exfutbolista chileno nacionalizado croata que jugaba de defensor o también de centrocampista defensivo.

## Trayectoria
Debutó en Deportes Puerto Montt en 2003 dónde tuvo excelentes temporadas. Luego fue transferido a Cobreloa en 2007, finalizando su vínculo para firmar el 2008 por Everton de Viña del Mar, donde consigue el Torneo de Apertura 2008 después de ganarle la final a Colo-Colo.
El año 2010 firma por Unión Española donde jugó la Copa Libertadores del año 2011.
En enero de 2012 se confirma el arribo del defensor a Colo-Colo.
Finaliza vínculo con dicho club de cara al Torneo Apertura 2013, para fichar por Deportes Iquique. La temporada 2014-2015 y 2015-2016 firma por Huachipato, donde juega Copa Sudamericana 2014 y 2015.

## Selección nacional
A finales del año 2011 es convocado por primera vez a la selección adulta, para disputar un partido amistoso contra Paraguay, jugado el 21 de diciembre de 2011, en el duelo que acabó con la victoria de su equipo por tres goles a dos.

### Partidos internacionales
| 1     | 21 de diciembre de 2011 | Estadio La Portada, La Serena, Chile | Chile      | 3-2 | Paraguay |   |  | Claudio Borghi | Amistoso |
| Total | Total                   | Total                                | Presencias | 1   | Goles    | 0 |  |                |          |

| Selección chilena | Selección chilena | Selección chilena |
| Año               | Partidos          | Goles             |
| ----------------- | ----------------- | ----------------- |
| 2011              | 1                 | 0                 |
| Total             | 1                 | 0                 |

## Clubes
| Club                  | País  | Año       | Partidos | Goles |
| --------------------- | ----- | --------- | -------- | ----- |
| Deportes Puerto Montt | Chile | 2003-2006 | 103      | 4     |
| Cobreloa              | Chile | 2007      | 20       | 0     |
| Everton               | Chile | 2008-2009 | 64       | 3     |
| Unión Española        | Chile | 2010-2011 | 78       | 4     |
| Colo-Colo             | Chile | 2012-2013 | 49       | 0     |
| Deportes Iquique      | Chile | 2013-2014 | 47       | 0     |
| Huachipato            | Chile | 2014-2016 | 67       | 2     |
| Deportes Puerto Montt | Chile | 2017-2018 | 34       | 34    |
| Total                 | Total | Total     | 419      | 16    |

Estadísticas actualizadas a la fecha: 4 de noviembre de 2018.

## Palmarés

### Campeonatos nacionales
| Título           | Club             | País  | Año     |
| ---------------- | ---------------- | ----- | ------- |
| Primera División | Everton          | Chile | 2008-A  |
| Copa Chile       | Deportes Iquique | Chile | 2013-14 |

### Campeonatos amistosos
| Título                   | Club               | País  | Año  |
| ------------------------ | ------------------ | ----- | ---- |
| Copa Ciudad de La Serena | Selección de Chile | Chile | 2011 |

### Distinciones individuales
| Distinción                                 | Año  |
| ------------------------------------------ | ---- |
| Parte del Equipo Ideal de El Gráfico Chile | 2011 |